# Walter Deverell
Pour les articles homonymes, voir Deverell.
Walter Howell Deverell (Charlottesville, Virginie, 1827 – Chelsea, Londres, 1854) est un artiste-peintre britannique, né aux États-Unis, associé à la fraternité préraphaélite.

## Biographie

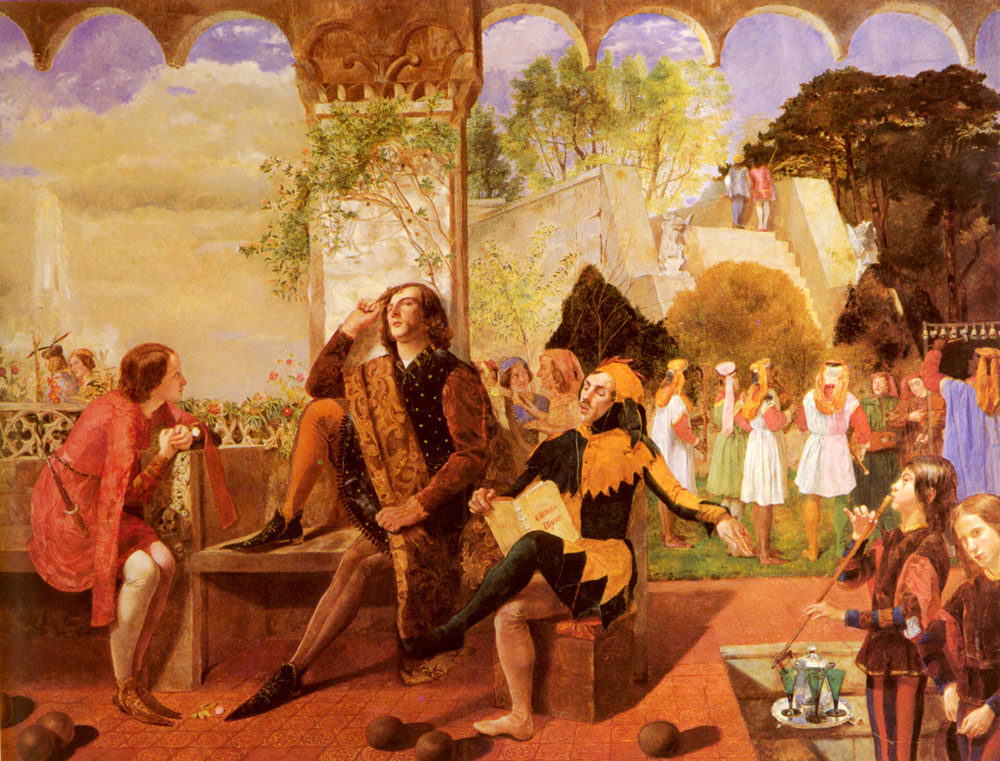
Scène peinte de La Nuit des rois

Walter Deverell est né à Charlottesville en Virginie, au sein d'une famille anglaise qui retournera au pays deux ans plus tard. Il étudia l'art à la Royal Academy, où il fit la rencontre de Dante Gabriel Rossetti.